# Eleuthemis buettikoferi
Eleuthemis buettikoferi är en trollsländeart. Eleuthemis buettikoferi ingår i släktet Eleuthemis och familjen segeltrollsländor. IUCN kategoriserar arten globalt som livskraftig.

## Underarter
Arten delas in i följande underarter:
- E. b. buettikoferi
- E. b. monardi